# Dickhalsiger Bandwurm
Der Dickhalsige Bandwurm (Hydatigera taeniaeformis, Syn.: Taenia taeniaeformis), auch Finnen- oder Katzenbandwurm, ist ein Vertreter der Echten Bandwürmer. Er ist ein häufiger Parasit im Dünndarm bei Katzen, seltener bei Hunden, Mardern und Füchsen. Der Befall mit diesem Bandwurm bleibt zumeist ohne klinische Symptome. Der Mensch ist für diesen Bandwurm nicht empfänglich.
Der adulte Finnenbandwurm ist etwa 15 bis 60 cm lang und 6 mm breit. Der Scolex trägt vier Saugnäpfe. Die abgehenden Bandwurmglieder (Proglottiden) sind etwa reiskorngroß. Zwischenwirte und damit Träger der Finnen dieser Bandwurmart sind Ratten, Mäuse und andere Nagetiere.